# Lucé-sous-Ballon
Lucé-sous-Ballon ist eine französische Gemeinde mit 105 Einwohnern (Stand: 1. Januar 2022) im Département Sarthe in der Region Pays de la Loire; sie gehört zum Arrondissement Mamers und zum Kanton Mamers. Die Einwohner werden Lucéens genannt.

## Geographie
Lucé-sous-Ballon liegt etwa 25 Kilometer nördlich von Le Mans am Flüsschen Bandelée (auch Gandelée genannt). Umgeben wird Lucé-sous-Ballon von den Nachbargemeinden Meurcé im Norden, Nouans im Norden und Nordosten, Congé-sur-Orne im Osten und Südosten, Ballon-Saint Mars im Süden und Südosten, Teillé im Südwesten, Maresché im Westen sowie Vivoin im Nordwesten.

## Bevölkerungsentwicklung
| 1962                      | 1968 | 1975 | 1982 | 1990 | 1999 | 2006 | 2013 |
| ------------------------- | ---- | ---- | ---- | ---- | ---- | ---- | ---- |
| 189                       | 177  | 145  | 113  | 101  | 85   | 99   | 110  |
| Quelle: Cassini und INSEE |      |      |      |      |      |      |      |

## Sehenswürdigkeiten
- Kirche Sainte-Trinité